# Collin Sexton

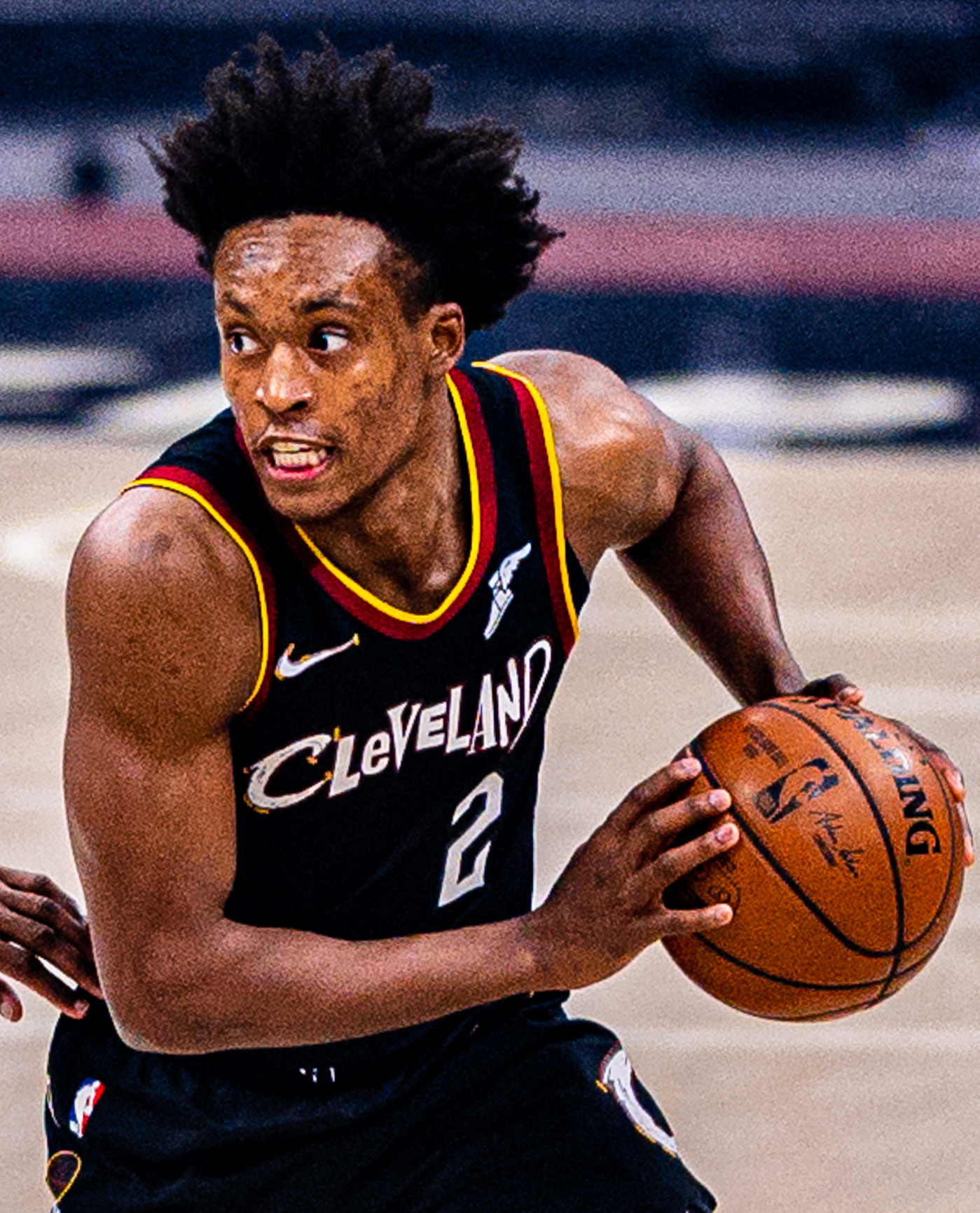
Collin Sexton, 2021.

Collin Darnell Sexton, född 4 januari 1999 i Marietta i Georgia, är en amerikansk professionell basketspelare (PG/SG) som spelar för Charlotte Hornets i National Basketball Association (NBA). Han har tidigare spelat för Cleveland Cavaliers och Utah Jazz.
Sexton draftades av Cleveland Cavaliers i första rundan i 2018 års draft som åttonde spelare totalt.
Innan han blev proffs studerade Sexton  vid University of Alabama och spelade för deras idrottsförening Alabama Crimson Tide.